# Wełna Rogoźno
Wełna Rogoźno – klub piłkarski założony w 1921 roku, z siedzibą w Rogoźnie. Treningi oraz mecze rozgrywane są na stadionie przy ul. Wielka Poznańska 128a na dwóch trawiastych boiskach; największym sukcesem klubu jest awans do III ligi.
Zespół RKS Wełna Rogoźno posiada zespoły trampkarzy młodszych i starszych, juniorów starszych oraz zespół seniorski.
Prezesem klubu jest: Mirosław Pokorzyński natomiast trenerem: Ryszard Włodarczak.
Położenie stadionu: przy drodze wylotowej w kierunku: Murowana Goślina, Poznań.

Wymiary boiska: długość – 105m, szerokość – 66m

Widownia: miejsca siedzące dla 400 osób